# Polák Leila
Polák Leila (1998. július 6. – ) magyar kjokusin karatéka, a szegedi Tadashii Harcművészeti Sportegyesület versenyzője.

## Életrajz
A 2015-ben Berlinben megrendezésre került IKO kyokushinkai-kan karate Európa-bajnokságon junior –55 kg-os küzdelemben harmadik helyezést ért el, a 2014-es Európa-bajnokságon szerzett bajnoki címét nem sikerült megvédenie.
2018. májusban Várnában a 32. Súlycsoportos IKO Kyokushin Karate Európa Bajnokságon felnőtt női - 55 kg-ban ezüst érmet szerzett.
A 2019-ben Minszkben megrendezésre került kjokusin karate súlycsoport nélküli Európa-bajnokságán női formagyakorlatban harmadik helyezett lett. A csapat formagyakorlat versenyszám a 3 fős magyar csapat tagjaként szintén harmadik helyezett lett.
A 2019-ben megrendezésre került All American Open Nemzetközi Karate Bajnokságon női -55 kg kategóriában első helyezett lett kumitéban. A döntőt a réunioni Ludivine Vedapodagom ellen küzdötte.
2022. novemberében Lengyelországban, Mysleniceben a Súlycsoport Nélküli Felnőtt Európa Bajnokságot 7. helyen végzett.
2023. évben februárban Los Angelesben megnyerte az USWC Amerikai Súlycsoportos Bajnokságot, szintén februárban a Felnőtt Magyar Bajnokságot, márciusban Barcelonában a Spanyol Nemzetközi Bajnokságot, májusban a Wroclawban megrendezett 36. Súlycsoportos Európa Bajnokságot - minden bajnokságot az -55 kg-os kategóriában.